# Johann Peter Schulze
Johann Peter Schulze (* 9. Januar 1768 in Teschendorf bei Wittingen; † 14. November 1827 in Oldenburg) war ein deutscher Buchhändler und Verleger.

## Leben
Schulze wurde als Sohn des Schullehrers Heinrich Joachim Schulze geboren, besuchte das Ernestinum Celle und studierte anschließend Theologie und Philologie an der Universität Göttingen. Nach Abschluss des Studiums nahm er zunächst eine Hauslehrerstelle an und war anschließend drei Jahre lang Gehilfe eines Pfarrers in der Nähe von Bremen. Durch Vermittlung eines Jugendfreundes erhielt er Mitte der 1790er Jahre die Stelle des Erziehers eines jungen Adligen in Oldenburg, die er aber schnell wieder aufgab. Er blieb danach in Oldenburg und war erneut als Hauslehrer tätig. Schnell fand er auch Kontakt zu der kleinen geistigen Führungsgruppe der Residenzstadt und gehörte dem weiteren Kreis um Gerhard Anton von Halem an, war Mitglied der „Humanen Gesellschaft“ (1796) und des „Clubs“ (1799) und trat auch der Freimaurerloge Zum Goldenen Hirsch bei (1802). Auf Anregung Halems eröffnete Schulze im September 1800 eine Buchhandlung, der er 1803 auch eine Buchdruckerei anschloss. Diese Gründung der Schulzeschen Buchhandlung und Buchdruckerei wurde durch Herzog Peter I. durch die Gewährung eines zinslosen Anlaufkredits erleichtert, wodurch sich die Namensgebung auf Schulzesche Hofbuchdruckerei und Verlagsbuchhandlung änderte. Obwohl das Unternehmen den Bedürfnissen der oldenburgischen Bildungsschicht entsprach und ihr bequeme Publikationsmöglichkeiten eröffnete, war die wirtschaftliche Lage der Firma jahrelang offenbar nicht günstig. Bereits 1806 musste Schulze bei der oldenburgischen Kammer um einen erneuten Kredit nachsuchen und während der Oldenburgischen Franzosenzeit blieb das Unternehmen gänzlich geschlossen. Nach der Rückkehr des Herzogs eröffnete Schulze sein Geschäft erneut – insgesamt verlegte er zwischen 1800 und 1827 ungefähr 85 Titel und die drei Zeitschriften Irene, Germania und die Oldenburgische Zeitschrift.

## Familie
Schulze heiratete am 27. Oktober 1822 Johanna Magdalena geb. Meineke (1801–1886), die Tochter des Ronneburger Amtsvogtes Peter Meineke. Das Ehepaar hatte einen Sohn, der früh starb, und zwei Töchter. Nach dem frühen Tod Schulzes heiratete seine Witwe am 13. Juli 1830 den in der Druckerei als Gehilfe tätigen Johann Wilhelm Berndt (1808–1877), unter dessen Geschäftsleitung der Aufschwung des Betriebes erfolgte. 

## Schrift
- Ist die Wiedervereinigung der bei den christlichen Hauptparteien zum Wohl der Christenheit notwendig und welche Folgen würden daraus entstehen? Nebst einigen „Worten zur Verteidigung des Glaubens an eine fortschreitende Aufklärung und Moralität der Menschheit“. Oldenburg, 1809. (Anonym veröffentlicht)